# Marc Pickel
Marc Aurel Pickel (* 12. Dezember 1971 in Wilhelmshaven) ist ein deutscher Segler.
Pickel absolvierte eine Ausbildung zum Bootsbauer. Erfahrungen im Segelsport sammelte er von Kindesbeinen an, zunächst im Piraten, später im Big Boat. Mitte der 1990er Jahre war er Kernmitglied der Initiative Aerosail, die der Automobilhersteller Daimler-Benz zur Förderung des Segelsports ins Leben gerufen hatte. Als Mitglied der Crew der „Astro“ gewann er 1994 die Regatta der Kieler Woche und den Sardinia Cup.
Ende 1995 stieg er auf das olympische Starboot um. Mit verschiedenen Vorschotern an seiner Seite erreichte er bei einer ganzen Reihe bedeutender Regatten Spitzenplatzierungen: Zusammen mit Carsten Witt wurde er 1997 vor Varberg Dritter der Europameisterschaft. Drei Jahre später holte er sich zusammen mit Thomas Auracher vor Gaeta den Titel. Von Juni 1998 bis September 1998 und dann noch einmal im Februar 1999 stand er an der Spitze der Weltrangliste der International Sailing Federation. 
Mit Auracher als Vorschoter nahm Pickel 2000 in Sydney erstmals an Olympischen Sommerspielen teil und erreichte Rang 12. Vier Jahre später verfehlte er zusammen mit seinem neuen Vorschoter Ingo Borkowski die Norm des Deutschen Sportbundes zur Qualifikation für die Sommerspiele in Athen. Im Frühjahr 2008 sicherten sich Pickel/Borkowski mit Rang 5 bei der Weltmeisterschaft vor Miami die Teilnahme an den Olympischen Sommerspielen in Peking.
Pickel startet für den Kieler Yacht-Club. 